# جیمز میسون
جیمز نویل میسون (انگلیسی: James Neville Mason؛ ۱۵ مه ۱۹۰۹ – ۲۷ ژوئیه ۱۹۸۴) هنرپیشه اهل بریتانیا بود. وی بین سال‌های ۱۹۳۱ تا ۱۹۸۴ میلادی فعالیت می‌کرد.

## گزیده فیلم‌شناسی
فهرست برخی از فیلم‌هایی که جیمز میسون در آنها به ایفای نقش پرداخته‌است:
- شمال از شمال غربی
- سقوط امپراتوری روم
- لولیتا
- بهشت می‌تواند صبر کند
- جورجی دختر
- آیوانهو
- گذرگاه
- فراتر از واقع
- انگلستان در آتش
- مادام بوواری
- خیابان یک‌طرفه
- زندانی زندا
- ۵ انگشت
- ژولیوس سزار
- قلب رازگو
- پانتومیم
- ستاره‌ای متولد شده‌است
- ۲۰٬۰۰۰ فرسنگ زیر دریا
- سفر به مرکز زمین
- خیانتکار
- لرد جیم
- چنگیزخان
- رابطه مرگ‌آور
- مکس آبی
- مرغ دریایی
- بازی کودکانه
- قرارداد مارسی
- مندینگو
- قوم باد (راوی)
- صلیب آهنین
- عیسی ناصری
- وراثت
- پسران برزیل
- حکم
- شیطان زیر آفتاب
- بچه‌های آب
- سازمان مخفی آسیزی
- سن قانونی
- آخرین شیلا
- فرانکشتاین: داستان واقعی
- سفر نفرین‌شده